# Late motiv

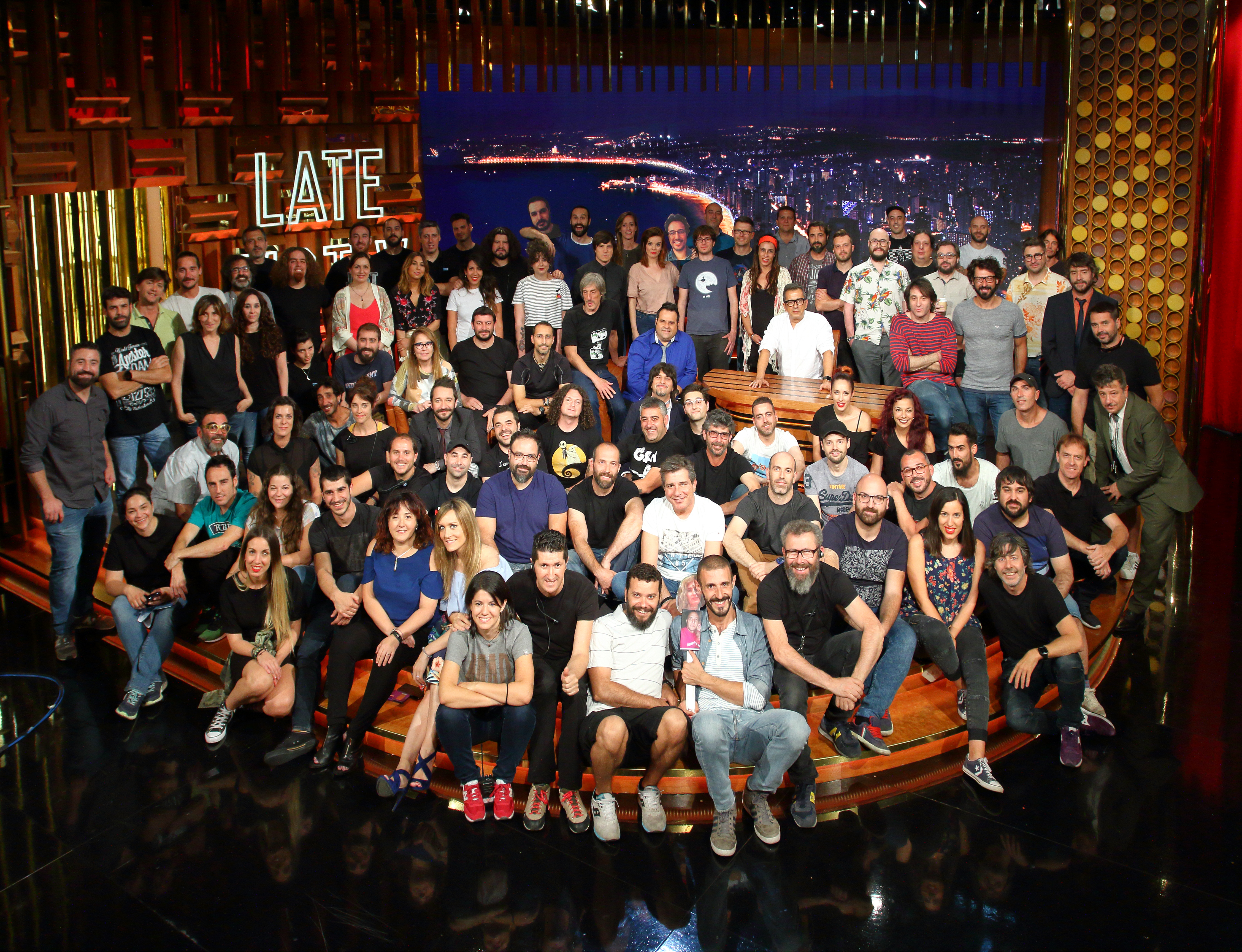
El equipo en el plató del programa.

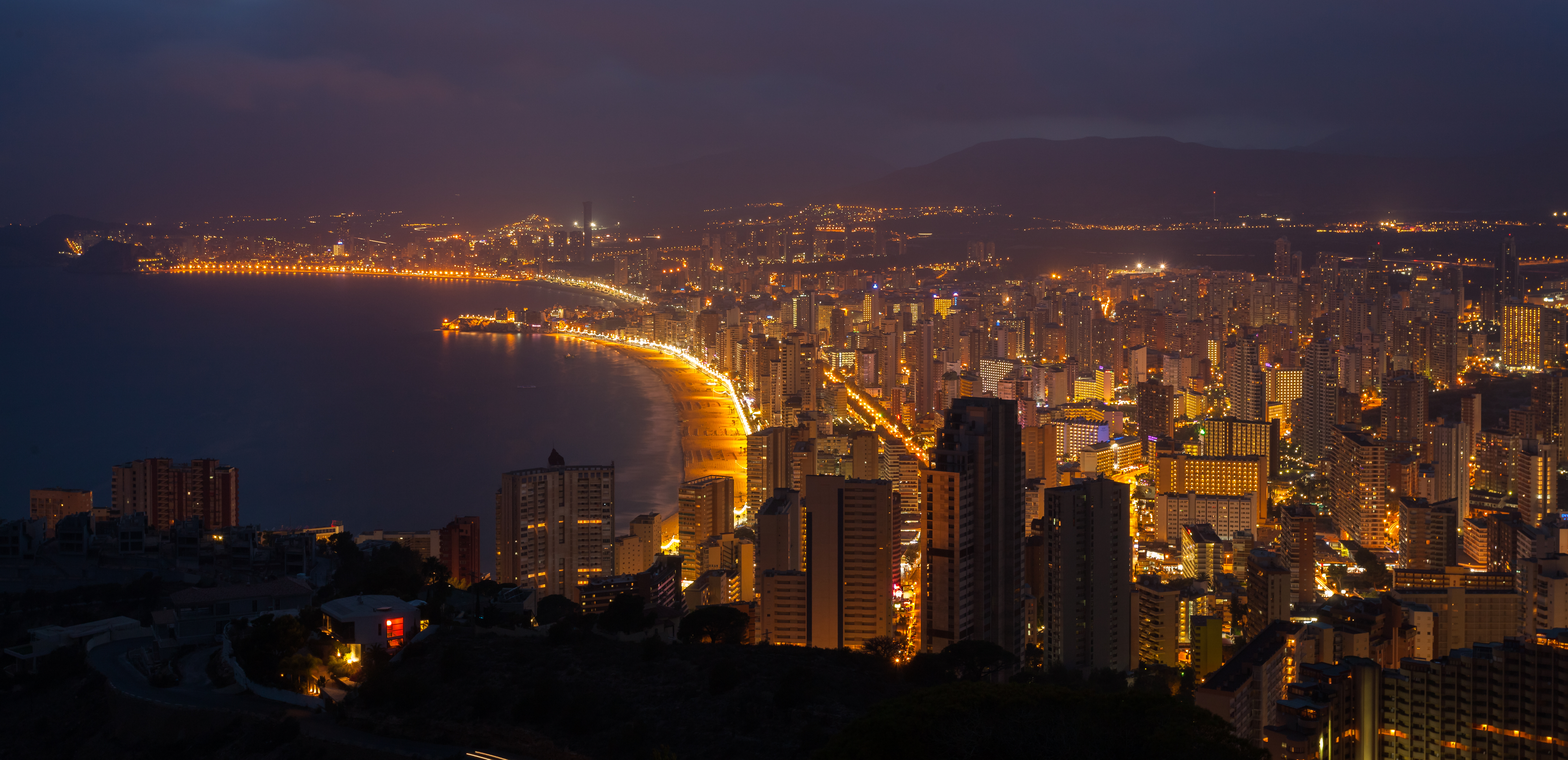
Vista nocturna de Benidorm desde la «La Cruz», imagen similar al fondo usado en el plató.

Late motiv fue un programa de televisión español que se emitió en #0 de la plataforma Movistar+. Se estrenó el 11 de enero de 2016 en Canal+ y el 1 de febrero comenzó a emitirse en #0 tras el cese de emisiones de Canal+. Terminó de emitirse el 23 de diciembre de 2021. Producido por El Terrat, es el primer programa de Andreu Buenafuente para una televisión de pago.
Este programa fue una continuación de los programas Buenafuente y En el aire.
El 23 de diciembre de 2021 se emitió su último programa y su franja horaria fue rellenada parcialmente por La Resistencia, que adelantó su comienzo de emisión a las 23:30.

## Historia
En septiembre de 2015 Atresmedia canceló el anterior programa de Andreu Buenafuente, En el aire, que se emitía en La Sexta. Poco después se confirmó el fichaje del humorista catalán por la plataforma Movistar+ para la creación de un nuevo programa de medianoche.
En diciembre de 2015 se confirmó que el nuevo programa conducido por Buenafuente se llamaría Late motiv y que contaría con la colaboración de los humoristas Berto Romero con su sección de 'El consultorio de Berto Romero' y Bob Pop, ya presentes en su anterior programa.
Late motiv inició sus emisiones el 11 de enero de 2016 a las 23:00 horas en Canal+ de Movistar+. A partir del 1 de febrero comenzó a emitirse en «#0», que comenzó sus emisiones ese mismo día. Este horario, las 23:00 horas, supuso que después de muchos años en cadenas como Antena 3 y la Sexta, Andreu Buenafuente Viera hecha realidad una de sus mayores reivindicaciones: «emitir un programa a una hora más temprana y no de madrugada».
Durante la segunda temporada, que inició sus emisiones el 12 de septiembre de 2016, se incorporó al programa el humorista Joaquín Reyes, en el papel de Devon Knight, un colaborador con una sección semanal en la que repasaba la actualidad de forma cómica.
Este mismo año, 2018, supuso que otro de los colabores habituales de Late motiv, David Broncano, que llegó a compaginar tres programas al mismo tiempo (Late motiv, Locomundo y La vida moderna), dejara el programa para dirigir La resistencia. Este late night show supuso que Movistar+ emulara las parrillas de programación de televisiones de Estados Unidos, emitiendo dos programas seguidos de este género.

## Equipo

### Presentadores
| Presentador titular | Información               | Programas                                                         |
| ------------------- | ------------------------- | ----------------------------------------------------------------- |
| Andreu Buenafuente  | Presentador de televisión | 1-212 / 216-274 / 283-492 / 497-575 / 579-618 / 627-868 / 870-945 |

| Presentador sustituto     | Programas                 |
| ------------------------- | ------------------------- |
| David Broncano            | Programa 213-215, 275-279 |
| Berto Romero              | Programa 280, 493         |
| Javier Coronas            | Programa 281, 576, 622    |
| Raúl Cimas                | Programa 282, 496, 620    |
| Miguel Maldonado          | Programa 494, 577, 623    |
| Leonor Watling            | Programa 495              |
| Bob Pop                   | Programa 578, 624         |
| Facu Díaz                 | Programa 619              |
| Hector de Miguel "Quequé" | Programa 621              |
| Silvia Abril              | Programa 625              |
| Florentino Fernández      | Programa 626              |
| Eva Soriano               | Programa 869              |

### Colaboradores
| Colaboradores              | Temporadas | Temporadas | Temporadas | Temporadas | Temporadas | Temporadas | Temporadas |
| Colaboradores              | 1          | 2          | 3          | 4          | 5          | 6          | 7          |
| Colaboradores              | 2016       | 2016/17    | 2017/18    | 2018/19    | 2019/20    | 2020/21    | 2021       |
| -------------------------- | ---------- | ---------- | ---------- | ---------- | ---------- | ---------- | ---------- |
| Berto Romero               |            |            |            |            |            |            |            |
| Javier Coronas             |            |            |            |            |            |            |            |
| Raúl Pérez                 |            |            |            |            |            |            |            |
| Bob Pop                    |            |            |            |            |            |            |            |
| David Fernández            |            |            |            |            |            |            |            |
| Silvia Abril               |            |            |            |            |            |            |            |
| David Broncano             |            |            |            |            |            |            |            |
| Llimoo                     |            |            |            |            |            |            |            |
| David Suárez               |            |            |            |            |            |            |            |
| Pepín Tre                  |            |            |            |            |            |            |            |
| Jaime Muela "El Grafólogo" |            |            |            |            |            |            |            |
| Olga Hueso                 |            |            |            |            |            |            |            |
| Héctor de Miguel "Quequé"  |            |            |            |            |            |            |            |
| Juan Carlos Ortega         |            |            |            |            |            |            |            |
| Celia de Molina            |            |            |            |            |            |            |            |
| Joaquín Reyes              |            |            |            |            |            |            |            |
| Edu Galán                  |            |            |            |            |            |            |            |
| Raúl Cimas                 |            |            |            |            |            |            |            |
| Miguel Maldonado           |            |            |            |            |            |            |            |
| Miquel Ripeu               |            |            |            |            |            |            |            |
| Eva Soriano                |            |            |            |            |            |            |            |
| Carlo Padial               |            |            |            |            |            |            |            |
| Quique Peinado             |            |            |            |            |            |            |            |
| James Rhodes               |            |            |            |            |            |            |            |
| Facu Díaz                  |            |            |            |            |            |            |            |
| Leonor Watling             |            |            |            |            |            |            |            |
| Toni Acosta                |            |            |            |            |            |            |            |
| Laura Márquez              |            |            |            |            |            |            |            |
| Pere Aznar                 |            |            |            |            |            |            |            |
| Javi Sancho                |            |            |            |            |            |            |            |
| Ramón Gener                |            |            |            |            |            |            |            |
| Florentino Fernández       |            |            |            |            |            |            |            |
| Carolina Iglesias          |            |            |            |            |            |            |            |
| Victoria Martín            |            |            |            |            |            |            |            |

## Audiencias
| Temporada | Temporada | Episodios | Estreno                  | Final                   | Audiencia media | Audiencia media | Audiencia media |
| Temporada | Temporada | Episodios | Estreno                  | Final                   | Espectadores    | Cuota           |                 |
| --------- | --------- | --------- | ------------------------ | ----------------------- | --------------- | --------------- | --------------- |
|           | 1         | 112       | 11 de enero de 2016      | 28 de julio de 2016     | 61.000          | 0,3%            |                 |
|           | 2         | 154       | 12 de septiembre de 2016 | 6 de julio de 2017      |                 |                 |                 |
|           | 3         | 156       | 11 de septiembre de 2017 | 9 de julio de 2018      |                 |                 |                 |
|           | 4         | 157       | 11 de septiembre de 2018 | 4 de julio de 2019      |                 |                 |                 |
|           | 5         | 157       | 12 de septiembre de 2019 | 25 de junio de 2020     |                 |                 |                 |
|           | 6         | 153       | 14 de septiembre de 2020 | 8 de julio de 2021      |                 |                 |                 |
|           | 7         | 56        | 13 de septiembre de 2021 | 23 de diciembre de 2021 |                 |                 |                 |
| Total     | Total     | 945       | 11 de enero de 2016      | 23 de diciembre de 2021 |                 |                 |                 |

## Temporadas

### Primera temporada (2016)
| Lista de episodios emitidos | Lista de episodios emitidos | Lista de episodios emitidos                                                               | Lista de episodios emitidos | Lista de episodios emitidos | Lista de episodios emitidos |
| #Total                      | #Temp.                      | Invitados                                                                                 | Hashtag                     | Fecha de emisión            | Audiencia                   |
| --------------------------- | --------------------------- | ----------------------------------------------------------------------------------------- | --------------------------- | --------------------------- | --------------------------- |
| 1                           | 1                           | «Pedro Almodóvar»                                                                         | #LateMotiv1                 | 11/01/2016                  | 95.000 y 0,5%               |
| 2                           | 2                           | «Alejandro Sanz»                                                                          | #LateMotiv2                 | 12/01/2016                  | 52.000 y 0,3%               |
| 3                           | 3                           | «Ernesto Alterio y Carlos Areces»                                                         | #LateMotiv3                 | 13/01/2016                  | 53.000 y 0,3%               |
| 4                           | 4                           | «Estopa»                                                                                  | #LateMotiv4                 | 14/01/2016                  |                             |
| 5                           | 5                           | «Eva Hache»                                                                               | #LateMotiv5                 | 18/01/2016                  | 75.000 y 0,4%               |
| 6                           | 6                           | «Sergio Scariolo»                                                                         | #LateMotiv6                 | 19/01/2016                  | 70.000 y 0,4%               |
| 7                           | 7                           | «Manuel Carrasco»                                                                         | #LateMotiv7                 | 20/01/2016                  | 79.000 y 0,5%               |
| 8                           | 8                           | «Enrique Cerezo»                                                                          | #LateMotiv8                 | 21/01/2016                  | 48.000 y 0,3%               |
| 9                           | 9                           | «Bibiana Fernández, Manuel Bandera y Pablo López»                                         | #LateMotiv9                 | 25/01/2016                  |                             |
| 10                          | 10                          | «Aless Gibaja, Paco León y Alexandra Jiménez»                                             | #LateMotiv10                | 26/01/2016                  | 53.000 y 0,3%               |
| 11                          | 11                          | «Bryan Adams»                                                                             | #LateMotiv11                | 27/01/2016                  |                             |
| 12                          | 12                          | «Auryn y Raquel Sánchez Silva»                                                            | #LateMotiv12                | 28/01/2016                  |                             |
| 13                          | 13                          | «Dani Rovira»                                                                             | #LateMotiv13                | 01/02/2016                  | 84.000 y 0,5%               |
| 14                          | 14                          | «Carlos Baute»                                                                            | #LateMotiv14                | 02/02/2016                  |                             |
| 15                          | 15                          | «El Langui»                                                                               | #LateMotiv15                | 03/02/2016                  | 67.000 y 0,4%               |
| 16                          | 16                          | «Bebe»                                                                                    | #LateMotiv16                | 04/02/2016                  | 83.000 y 0,5%               |
| 17                          | 17                          | «Daniel Guzmán y Antonia Guzmán»                                                          | #LateMotiv17                | 08/02/2016                  |                             |
| 18                          | 18                          | «Niña Pastori»                                                                            | #LateMotiv18                | 09/02/2016                  |                             |
| 19                          | 19                          | «Imanol Arias»                                                                            | #LateMotiv19                | 10/02/2016                  |                             |
| 20                          | 20                          | «Jorge Sanz»                                                                              | #LateMotiv20                | 11/02/2016                  | 63.000 y 0,4%               |
| 21                          | 21                          | «Lluís Homar»                                                                             | #LateMotiv21                | 15/02/2016                  | 83.000 y 0,5%               |
| 22                          | 22                          | «Martirio»                                                                                | #LateMotiv22                | 16/02/2016                  | 86.000 y 0,5%               |
| 23                          | 23                          | «Ruth Lorenzo»                                                                            | #LateMotiv23                | 17/02/2016                  |                             |
| 24                          | 24                          | «Joaquín Sánchez»                                                                         | #LateMotiv24                | 18/02/2016                  | 69.000 y 0,4%               |
| 25                          | 25                          | «Miguel Ángel Muñoz y Vanesa Martín»                                                      | #LateMotiv25                | 22/02/2016                  |                             |
| 26                          | 26                          | «Los Chunguitos»                                                                          | #LateMotiv26                | 23/02/2016                  | 64.000 y 0,4%               |
| 27                          | 27                          | «Antonio Orozco»                                                                          | #LateMotiv27                | 24/02/2016                  | 49.000 y 0,3%               |
| 28                          | 28                          | «Jorge Lorenzo y Mayor Tom»                                                               | #LateMotiv28                | 25/02/2016                  |                             |
| 29                          | 29                          | «Andy y Lucas»                                                                            | #LateMotiv29                | 29/02/2016                  |                             |
| 30                          | 30                          | «José Sacristán y Dvicio»                                                                 | #LateMotiv30                | 01/03/2016                  | 77.000 y 0,5%               |
| 31                          | 31                          | «Hugo Silva y Verónica Forqué»                                                            | #LateMotiv31                | 02/03/2016                  | 84.000 y 0,5%               |
| 32                          | 32                          | «Luis Tosar y Caravan Palace»                                                             | #LateMotiv32                | 03/03/2016                  | 70.000 y 0,4%               |
| 33                          | 33                          | «Les Luthiers»                                                                            | #LateMotiv33                | 07/03/2016                  |                             |
| 34                          | 34                          | «Concha Velasco, Pedro Casablanc y Coque Malla»                                           | #LateMotiv34                | 08/03/2016                  |                             |
| 35                          | 35                          | «Iñaki Gabilondo»                                                                         | #LateMotiv35                | 09/03/2016                  |                             |
| 36                          | 36                          | «Dani Alves y Los Pistones»                                                               | #LateMotiv36                | 10/03/2016                  |                             |
| 37                          | 37                          | «Belén Cuesta, Goyo Jiménez, Berto Romero, Daniel de la Orden y Andrés Suárez»            | #LateMotiv37                | 14/03/2016                  | 101.000 y 0,6%              |
| 38                          | 38                          | «Alaska»                                                                                  | #LateMotiv38                | 15/03/2016                  | 65.000 y 0,4%               |
| 39                          | 39                          | «Pablo Carbonell»                                                                         | #LateMotiv39                | 16/03/2016                  | 59.000 y 0,3%               |
| 40                          | 40                          | «Joaquín Reyes»                                                                           | #LateMotiv40                | 17/03/2016                  |                             |
| 41                          | 41                          | «Anabel Alonso y Quique González»                                                         | #LateMotiv41                | 28/03/2016                  |                             |
| 42                          | 42                          | «Paco León y Álex García»                                                                 | #LateMotiv42                | 29/03/2016                  | 71.000 y 0,4%               |
| 43                          | 43                          | «Laura Pausini»                                                                           | #LateMotiv43                | 30/03/2016                  | 81.000 y 0,5%               |
| 44                          | 44                          | «Florentino Fernández»                                                                    | #LateMotiv44                | 31/03/2016                  |                             |
| 45                          | 45                          | «Risto Mejide»                                                                            | #LateMotiv45                | 04/04/2016                  | 77.000 y 0,4%               |
| 46                          | 46                          | «Ray Liotta»                                                                              | #LateMotiv46                | 05/04/2016                  | 58.000 y 0,3%               |
| 47                          | 47                          | «Leopoldo Abadía y Sister Act»                                                            | #LateMotiv47                | 06/04/2016                  |                             |
| 48                          | 48                          | «José Ramón de la Morena y Sidecars»                                                      | #LateMotiv48                | 07/04/2016                  | 61.000 y 0,3%               |
| 49                          | 49                          | «Chenoa»                                                                                  | #LateMotiv49                | 11/04/2016                  |                             |
| 50                          | 50                          | «Adriana Ugarte, Michelle Jenner e Ignatius Farray»                                       | #LateMotiv50                | 12/04/2016                  |                             |
| 51                          | 51                          | «José María Peláez Martos, Àngel Llàcer, Silvia Abril e Ilegales»                         | #LateMotiv51                | 13/04/2016                  |                             |
| 52                          | 52                          | «Ferran Adrià y Fundación Tony Manero»                                                    | #LateMotiv52                | 14/04/2016                  |                             |
| 53                          | 53                          | «Candela Peña y Los Vivancos»                                                             | #LateMotiv53                | 18/04/2016                  | 65.000 y 0,4%               |
| 54                          | 54                          | «Isabel Coixet, Silvia Abril y Nico Casal»                                                | #LateMotiv54                | 19/04/2016                  |                             |
| 55                          | 55                          | «Love of Lesbian»                                                                         | #LateMotiv55                | 20/04/2016                  | 46.000 y 0,3%               |
| 56                          | 56                          | «Soraya Arnelas y Los Zigarros»                                                           | #LateMotiv56                | 21/04/2016                  |                             |
| 57                          | 57                          | «Pablo Chiapella, Hernán Casciari y Elefantes»                                            | #LateMotiv57                | 25/04/2016                  | 49.000 y 0,3%               |
| 58                          | 58                          | «Belén Rueda»                                                                             | #LateMotiv58                | 26/04/2016                  |                             |
| 59                          | 59                          | «Nina»                                                                                    | #LateMotiv59                | 27/04/2016                  | 53.000 y 0,3%               |
| 60                          | 60                          | «Rufus Wainwright»                                                                        | #LateMotiv60                | 28/04/2016                  |                             |
| 61                          | 61                          | «Concha Velasco»                                                                          | #LateMotiv61                | 02/05/2016                  |                             |
| 62                          | 62                          | «Fernando Esteso y Supersubmarina»                                                        | #LateMotiv62                | 03/05/2016                  |                             |
| 63                          | 63                          | «Andrés Calamaro»                                                                         | #LateMotiv63                | 04/05/2016                  |                             |
| 64                          | 64                          | «Victoria Abril»                                                                          | #LateMotiv64                | 05/05/2016                  |                             |
| 65                          | 65                          | «Juan José Millas e Izal»                                                                 | #LateMotiv65                | 09/05/2016                  |                             |
| 66                          | 66                          | «John Irving y Pedro Guerra»                                                              | #LateMotiv66                | 10/05/2016                  |                             |
| 67                          | 67                          | «Alejandro Talavante y Carlos Latre»                                                      | #LateMotiv67                | 11/05/2016                  |                             |
| 68                          | 68                          | «The Excitements, Miki Esparbé y Alain Hernández»                                         | #LateMotiv68                | 12/05/2016                  | 47.000 y 0,3%               |
| 69                          | 69                          | «Programa especial desde Lesbos con Joan Manuel Serrat»                                   | #LateMotiv69                | 16/05/2016                  |                             |
| 70                          | 70                          | «Kiko Veneno»                                                                             | #LateMotiv70                | 17/05/2016                  |                             |
| 71                          | 71                          | «Zucchero»                                                                                | #LateMotiv71                | 18/05/2016                  |                             |
| 72                          | 72                          | «Pedro García Aguado»                                                                     | #LateMotiv72                | 19/05/2016                  | 51.000 y 0,3%               |
| 73                          | 73                          | «Sergio Llull, Leiva, Ernesto Sevilla y Street Squad»                                     | #LateMotiv73                | 23/05/2016                  |                             |
| 74                          | 74                          | «Mariló Montero»                                                                          | #LateMotiv74                | 24/05/2016                  | 49.000 y 0,3%               |
| 75                          | 75                          | «AcapelA, José Luis Perales y Aathma»                                                     | #LateMotiv73                | 25/05/2016                  |                             |
| 76                          | 76                          | «Raúl Gómez y Anni B Sweet»                                                               | #LateMotiv76                | 26/05/2016                  | 54.000 y 0,3%               |
| 77                          | 77                          | «Chema Alonso, Fernando Romay y Jesús Posada»                                             | #Latemotiv77                | 30/05/2016                  | 45.000 y 0,3%               |
| 78                          | 78                          | «Juana Acosta, Malena Pichot, Charo López y Jamie Lawson»                                 | #LateMotiv78                | 31/05/2016                  | 55.000 y 0,3%               |
| 79                          | 79                          | «Antonio Castelo»                                                                         | #LateMotiv79                | 01/06/2016                  | 58.000 y 0,3%               |
| 80                          | 80                          | «Lucía Etxebarria»                                                                        | #LateMotiv80                | 02/06/2016                  | 70.000 y 0,4%               |
| 81                          | 81                          | «Muchachito»                                                                              | #LateMotiv81                | 06/06/2016                  | 48.000 y 0,3%               |
| 82                          | 82                          | «James Costos»                                                                            | #LateMotiv82                | 07/06/2016                  |                             |
| 83                          | 83                          | «Javier Sardá»                                                                            | #LateMotiv83                | 08/06/2016                  |                             |
| 84                          | 84                          | «Goyo Jiménez»                                                                            | #LateMotiv84                | 09/06/2016                  |                             |
| 85                          | 85                          | «Javier Coronas, Javier Cansado, Pepe Colubi y Andy Robinson»                             | #LateMotiv85                | 13/06/2016                  |                             |
| 86                          | 86                          | «Ojete Calor»                                                                             | #LateMotiv86                | 14/06/2016                  | 68.000 y 0,4%               |
| 87                          | 87                          | «Ricardo Darín y Manel»                                                                   | #LateMotiv87                | 15/06/2016                  | 61.000 y 0,4%               |
| 88                          | 88                          | «Quimi Portet»                                                                            | #LateMotiv88                | 16/06/2016                  |                             |
| 89                          | 89                          | «Barei y Anaut»                                                                           | #LateMotiv89                | 20/06/2016                  |                             |
| 90                          | 90                          | «Autores del libro "Siri, cómeme los huevos"»                                             | #LateMotiv90                | 21/06/2016                  | 48.000 y 0,3%               |
| 91                          | 91                          | «Pedro Duque y Remate»                                                                    | #LateMotiv91                | 22/06/2016                  | 40.000 y 0,2%               |
| 92                          | 92                          | «Ignatius Farray»                                                                         | #LateMotiv92                | 23/06/2016                  |                             |
| 93                          | 93                          | «José Luis Gil y Sophie Turner»                                                           | #LateMotiv93                | 27/06/2016                  |                             |
| 94                          | 94                          | «Eduardo Mendicutti, youtuber La Bolli, Víctor Gutiérrez, Jesús Tomillero y La Prohibida» | #LateMotiv94                | 28/06/2016                  | 52.000 y 0,3%               |
| 95                          | 95                          | «Estíbaliz Gabilondo, Blanca Suárez y Morat»                                              | #LateMotiv95                | 29/06/2016                  |                             |
| 96                          | 96                          | «Rick Astley»                                                                             | #LateMotiv96                | 30/06/2016                  | 45.000 y 0,3%               |
| 97                          | 97                          | «Pepe Navarro y ganadores de AcapelA»                                                     | #LateMotiv97                | 04/07/2016                  | 47.000 y 0,3%               |
| 98                          | 98                          | «Agustín Jiménez y Los Mambo Jambo»                                                       | #LateMotiv98                | 05/07/2016                  | 59.000 y 0,4%               |
| 99                          | 99                          | «David de Jorge y Dorian»                                                                 | #LateMotiv99                | 06/07/2016                  | 55.000 y 0,4%               |
| 100                         | 100                         | «Forges»                                                                                  | #LateMotiv100               | 07/07/2016                  | 57.000 y 0,4%               |
| 101                         | 101                         | «Bruno Hortelano, Jordi Sánchez y Jamie Lawson»                                           | #LateMotiv101               | 11/07/2016                  |                             |
| 102                         | 102                         | «Javier Olivares y Carlos Jean»                                                           | #LateMotiv102               | 12/07/2016                  | 65.000 y 0,4%               |
| 103                         | 103                         | «Fernando Schwartz, Elena Anaya y Mailers»                                                | #LateMotiv103               | 13/07/2016                  |                             |
| 104                         | 104                         | «Leo Bassi y Rufus Wainwright»                                                            | #LateMotiv104               | 14/07/2016                  |                             |
| 105                         | 105                         | «Las XL, Isabel Calderón y Patricia Sornosa»                                              | #LateMotiv105               | 18/07/2016                  |                             |
| 106                         | 106                         | «José Mercé»                                                                              | #LateMotiv106               | 19/07/2016                  | 44.000 y 0,3%               |
| 107                         | 107                         | «Blanca Portillo y Nora Norman»                                                           | #LateMotiv107               | 20/07/2016                  |                             |
| 108                         | 108                         | «Miguel Noguera»                                                                          | #LateMotiv108               | 21/07/2016                  |                             |
| 109                         | 109                         | «Lamari de Chambao»                                                                       | #LateMotiv109               | 25/07/2016                  |                             |
| 110                         | 110                         | «Fernando Arrabal, Bebe y Carlos Jean»                                                    | #LateMotiv110               | 26/07/2016                  |                             |
| 111                         | 111                         | «Jorge Valdano»                                                                           | #LateMotiv111               | 27/07/2016                  |                             |
| 112                         | 112                         | «Javier Cansado, Reugenio, David Fernández, Berto Romero y La Banda de Late Motiv»        | #LateMotiv112               | 28/07/2016                  |                             |

### Segunda temporada (2016-2017)
| Lista de episodios emitidos | Lista de episodios emitidos | Lista de episodios emitidos                                                            | Lista de episodios emitidos | Lista de episodios emitidos | Lista de episodios emitidos |  |
| #Total                      | #Temp.                      | Invitados                                                                              | Hashtag                     | Fecha de emisión            | Audiencia                   |  |
| --------------------------- | --------------------------- | -------------------------------------------------------------------------------------- | --------------------------- | --------------------------- | --------------------------- |  |
| 113                         | 1                           | Nairo Quintana y Leiva                                                                 | #LateMotiv113               | 12/09/2016                  |                             |  |
| 114                         | 2                           | Pau Gasol y Sílvia Pérez Cruz                                                          | #LateMotiv114               | 13/09/2016                  |                             |  |
| 115                         | 3                           | Viggo Mortensen y Ara Malikian                                                         | #LateMotiv115               | 14/09/2016                  |                             |  |
| 116                         | 4                           | Raúl Arévalo y Antonio de la Torre                                                     | #LateMotiv116               | 15/09/2016                  | 48.000 y 0.3%               |  |
| 117                         | 5                           | Javier Cámara, Carmen Machi, Félix Sabroso y Paco Calavera                             | #LateMotiv117               | 19/09/2016                  |                             |  |
| 118                         | 6                           | Alex O'Dogherty y Depedro                                                              | #LateMotiv118               | 20/09/2016                  |                             |  |
| 119                         | 7                           | Álvaro Pombo                                                                           | #LateMotiv119               | 21/09/2016                  |                             |  |
| 120                         | 8                           | Florentino Fernández, Dani Martínez y Ester Casanova                                   | #LateMotiv120               | 22/09/2016                  |                             |  |
| 121                         | 9                           | Juan Antonio Bayona, Narciso Ibáñez Serrador e Ignatius Farray                         | #LateMotiv121               | 26/09/2016                  |                             |  |
| 122                         | 10                          | Dani Martín y La Terremoto de Alcorcón                                                 | #LateMotiv122               | 27/09/2016                  |                             |  |
| 123                         | 11                          | Jorge Perugorría                                                                       | #LateMotiv123               | 28/09/2016                  |                             |  |
| 124                         | 12                          | José Coronado, Carlos Santos y M Clan                                                  | #LateMotiv124               | 29/09/2016                  |                             |  |
| 125                         | 13                          | Carlos Boyero y Amarna Miller                                                          | #LateMotiv125               | 03/10/2016                  |                             |  |
| 126                         | 14                          | Daniel Guzmán, Belén Cuesta, Patricia Sornosa y La Banda de Late motiv                 | #LateMotiv126               | 04/10/2016                  |                             |  |
| 127                         | 15                          | Juan Diego Flórez y Teresa Perales                                                     | #LateMotiv127               | 05/10/2016                  |                             |  |
| 128                         | 16                          | Flipy y Virginia Rodrigo                                                               | #LateMotiv128               | 06/10/2016                  |                             |  |
| 129                         | 17                          | José Luis Cuerda, Juan Tamariz y Litus                                                 | #LateMotiv129               | 10/10/2016                  |                             |  |
| 130                         | 18                          | Carlos Bardem                                                                          | #LateMotiv130               | 11/10/2016                  | 63.000 y 0,4%               |  |
| 131                         | 19                          | Gonzalo de Castro                                                                      | #LateMotiv131               | 13/10/2016                  |                             |  |
| 132                         | 20                          | Pablo Carbonell y Ariel Rot                                                            | #LateMotiv132               | 17/10/2016                  |                             |  |
| 133                         | 21                          | Melani Olivares, Manuela Velasco, Rubén Ramírez, Ricard Miralles y Josep Mas "Kitflus" | #LateMotiv133               | 18/10/2016                  | 62.000 y 0,4%               |  |
| 134                         | 22                          | Eduardo Aldán                                                                          | #LateMotiv134               | 19/10/2016                  | 47.000 y 0,3%               |  |
| 135                         | 23                          | Miguel Bosé                                                                            | #LateMotiv135               | 20/10/2016                  |                             |  |
| 136                         | 24                          | Rosa María Calaf y Big Van, Científicos sobre ruedas                                   | #LateMotiv136               | 24/10/2016                  |                             |  |
| 137                         | 25                          | Jon Sistiaga                                                                           | #LateMotiv137               | 25/10/2016                  |                             |  |
| 138                         | 26                          | Ramón Gener                                                                            | #LateMotiv138               | 26/10/2016                  |                             |  |
| 139                         | 27                          | Rodrigo Sorogoyen y Roberto Álamo                                                      | #LateMotiv139               | 27/10/2016                  |                             |  |
| 140                         | 28                          | Natalia Millán y Carlos Hipólito                                                       | #LateMotiv140               | 31/10/2016                  |                             |  |
| 141                         | 29                          | Dani Rovira, Alexandra Jiménez e Iván Ferreiro                                         | #LateMotiv141               | 02/11/2016                  |                             |  |
| 142                         | 30                          | Arkano, El Langui y Lorena Castell                                                     | #LateMotiv142               | 03/11/2016                  | 50.000 y 0,3%               |  |
| 143                         | 31                          | Pepe Viyuela y Elena Alcaraz                                                           | #LateMotiv143               | 07/11/2016                  |                             |  |
| 144                         | 32                          | Paco León                                                                              | #LateMotiv144               | 08/11/2016                  | 62.000 y 0,4%               |  |
| 145                         | 33                          | Ramón Mirabet                                                                          | #LateMotiv145               | 09/11/2016                  |                             |  |
| 146                         | 34                          | Saúl Craviotto                                                                         | #LateMotiv146               | 10/11/2016                  |                             |  |
| 147                         | 35                          | Rudy Fernández                                                                         | #LateMotiv147               | 14/11/2016                  |                             |  |
| 148                         | 36                          | Juan Manuel de Prada                                                                   | #LateMotiv148               | 15/11/2016                  |                             |  |
| 149                         | 37                          | Ana Moura                                                                              | #LateMotiv149               | 16/11/2016                  |                             |  |
| 150                         | 38                          | Jorge Garbajosa                                                                        | #LateMotiv150               | 17/11/2016                  |                             |  |
| 151                         | 39                          | Xavier Deltell y Antonio Resines                                                       | #LateMotiv151               | 21/11/2016                  |                             |  |
| 152                         | 40                          | Carlos Ruiz Zafón y Julián Maeso                                                       | #LateMotiv152               | 22/11/2016                  |                             |  |
| 153                         | 41                          | Ruth Lorenzo                                                                           | #LateMotiv153               | 23/11/2016                  |                             |  |
| 154                         | 42                          | Pepe Colubi y Pepín Tre                                                                | #LateMotiv154               | 24/11/2016                  |                             |  |
| 155                         | 43                          | Clara Lago y Nacho García                                                              | #LateMotiv155               | 28/11/2016                  |                             |  |
| 156                         | 44                          | Raúl Gómez                                                                             | #LateMotiv156               | 29/11/2016                  |                             |  |
| 157                         | 45                          | Juan Diego Botto y La M.O.D.A                                                          | #LateMotiv157               | 30/11/2016                  |                             |  |
| 158                         | 46                          | Rodrigo Cuevas y Martín Bossi                                                          | #LateMotiv158               | 01/12/2016                  |                             |  |
| 159                         | 47                          | Albert Espinosa y Aurora & The Betrayers                                               | #LateMotiv159               | 05/12/2016                  |                             |  |
| 160                         | 48                          | El Drogas y el Mago Karim                                                              | #LateMotiv160               | 07/12/2016                  |                             |  |
| 161                         | 49                          | Julen Lopetegui y Rosario Flores                                                       | #LateMotiv161               | 12/12/2016                  |                             |  |
| 162                         | 50                          | José Andrés y Zenet                                                                    | #LateMotiv162               | 13/12/2016                  |                             |  |
| 163                         | 51                          | Baltasar Garzón                                                                        | #LateMotiv163               | 14/12/2016                  |                             |  |
| 164                         | 52                          | Javier Fernández                                                                       | #LateMotiv164               | 15/12/2016                  |                             |  |
| 165                         | 53                          | Eudald Carbonell y Marcos Cao                                                          | #LateMotiv165               | 19/12/2016                  |                             |  |
| 166                         | 54                          | Juan Carlos Ortega, reencuentro de Navidad y Joan Manuel Serrat                        | #LateMotiv166               | 20/12/2016                  | 62.000 y 0,4%               |  |
| 167                         | 55                          | Eduardo Mendoza y Sidonie                                                              | #LateMotiv167               | 21/12/2016                  |                             |  |
| 168                         | 56                          | Ada Colau y Silvia Pérez Cruz                                                          | #LateMotiv168               | 22/12/2016                  |                             |  |
| 169                         | 57                          | Najwa Nimri, Alba Flores, Anna Castillo y Kimberley Tell                               | #LateMotiv169               | 09/01/2017                  |                             |  |
| 170                         | 58                          | Luis Ruiz de Gopegui y Amaral                                                          | #LateMotiv170               | 10/01/2017                  |                             |  |
| 171                         | 59                          | Rafael Santandreu                                                                      | #LateMotiv171               | 11/01/2017                  | 96.000 y 0,6%               |  |
| 172                         | 60                          | Santiago Auserón                                                                       | #LateMotiv172               | 12/01/2017                  | 61.000 y 0,4%               |  |
| 173                         | 61                          | Marisol Ayuso y compañía de teatro Yllana                                              | #LateMotiv173               | 16/01/2017                  |                             |  |
| 174                         | 62                          | Amparo Sánchez                                                                         | #LateMotiv174               | 17/01/2017                  |                             |  |
| 175                         | 63                          | Juan Torres                                                                            | #LateMotiv175               | 18/01/2017                  | 94.000 y 0,6%               |  |
| 176                         | 64                          | Marta Flich                                                                            | #LateMotiv176               | 19/01/2017                  |                             |  |
| 177                         | 65                          | Arturo Valls, César Strawberry y Seventy Seven                                         | #LateMotiv177               | 23/01/2017                  | 63.000 y 0,4%               |  |
| 178                         | 66                          | César Bona e Ignatius Farray                                                           | #LateMotiv178               | 24/01/2017                  | 75.000 y 0,4%               |  |
| 179                         | 67                          | Jorge Sanz y Las Migas                                                                 | #LateMotiv179               | 25/01/2017                  |                             |  |
| 180                         | 68                          | El Langui                                                                              | #LateMotiv180               | 26/01/2017                  |                             |  |
| 181                         | 69                          | Guillermo Arriaga y León Benavente                                                     | #LateMotiv181               | 30/01/2017                  |                             |  |
| 182                         | 70                          | Luis Landero y Nene                                                                    | #LateMotiv182               | 31/01/2017                  | 54.000 y 0,3%               |  |
| 183                         | 71                          | Especial Primer Aniversario de #0                                                      | #LateMotiv183               | 01/02/2017                  | 80.000 y 0,5%               |  |
| 184                         | 72                          | Ruth Díaz, Belén Cuesta, Ricardo Gómez, Roberto Álamo y Paul Fuster                    | #LateMotiv184               | 02/02/2017                  | 56.000 y 0,3%               |  |
| 185                         | 73                          | David Pulido, Manolo Solo y The Divine Comedy                                          | #LateMotiv185               | 06/02/2017                  |                             |  |
| 186                         | 74                          | Alaska y Mario Vaquerizo                                                               | #LateMotiv186               | 07/02/2017                  |                             |  |
| 187                         | 75                          | Adrián Lastra, Michelle Jenner, Daniel Sánchez Arévalo y El Niño de la Hipoteca        | #LateMotiv187               | 08/02/2017                  |                             |  |
| 188                         | 76                          | Carlos Vico y Chimo Bayo                                                               | #LateMotiv188               | 09/02/2017                  |                             |  |
| 189                         | 77                          | Darío Adanti e Ignatius Farray                                                         | #LateMotiv189               | 13/02/2017                  |                             |  |
| 190                         | 78                          | Carles Sans, Aitana Sánchez-Gijón y Kaco Forns                                         | #LateMotiv190               | 14/02/2017                  |                             |  |
| 191                         | 79                          | David Carson, Nacho Lozano y Las Bistecs                                               | #LateMotiv191               | 15/02/2017                  |                             |  |
| 192                         | 80                          | Nora Navas y Club del Río                                                              | #LateMotiv192               | 20/02/2017                  |                             |  |
| 193                         | 81                          | Albert Llovera y Brodas Bros                                                           | #LateMotiv193               | 21/02/2017                  |                             |  |
| 194                         | 82                          | Pilar Jurado                                                                           | #LateMotiv194               | 22/02/2017                  |                             |  |
| 195                         | 83                          | Samanta Villar y Víctor Lemes                                                          | #LateMotiv195               | 23/02/2017                  |                             |  |
| 196                         | 84                          | Carola Pérez, Celia de Molina y Bambikina                                              | #LateMotiv196               | 27/02/2017                  |                             |  |
| 197                         | 85                          | Miguel Rellán y Furia Trinidad                                                         | #LateMotiv197               | 28/02/2017                  |                             |  |
| 198                         | 86                          | Juan Pablo Escobar e Ignatius Farray                                                   | #LateMotiv198               | 01/03/2017                  |                             |  |
| 199                         | 87                          | Elvira Mínguez                                                                         | #LateMotiv199               | 02/03/2017                  |                             |  |
| 200                         | 88                          | Nathan Blecharczyk y Lichis                                                            | #LateMotiv200               | 06/03/2017                  |                             |  |
| 201                         | 89                          | Pau Donés                                                                              | #LateMotiv201               | 07/03/2017                  |                             |  |
| 202                         | 90                          | Fran Perea, Ángeles González-Sinde y D'Callaos con Lamari                              | #LateMotiv202               | 08/03/2017                  |                             |  |
| 203                         | 91                          | Adolfo Martínez Pérez y Celia de Molina                                                | #LateMotiv203               | 09/03/2017                  |                             |  |
| 204                         | 92                          | Carlo Padial, Ignatius Farray, Raúl Navarro, Miguel Esteban y Miquel Ripeu             | #LateMotiv204               | 13/03/2017                  |                             |  |
| 205                         | 93                          | Leo Margets y Arkano                                                                   | #LateMotiv205               | 14/03/2017                  |                             |  |
| 206                         | 94                          | Florencio Sanchidrián y Rosalía con Refree                                             | #LateMotiv206               | 15/03/2017                  |                             |  |
| 207                         | 95                          | Tomasito                                                                               | #LateMotiv207               | 16/03/2017                  |                             |  |
| 208                         | 96                          | Jesus Candel, "Spiriman" y Lou Marini                                                  | #LateMotiv208               | 20/03/2017                  |                             |  |
| 209                         | 97                          | Secun de la Rosa, Jaime Ordóñez y Miguel Lara                                          | #LateMotiv209               | 21/03/2017                  |                             |  |
| 210                         | 98                          | Pablo Carbonell y Pepín Tre                                                            | #LateMotiv210               | 22/03/2017                  |                             |  |
| 211                         | 99                          | Alex García                                                                            | #LateMotiv211               | 23/03/2017                  |                             |  |
| 212                         | 100                         | Fernando García y Music has no limits                                                  | #LateMotiv212               | 27/03/2017                  |                             |  |
| 213                         | 101                         | Álex González y Tori Sparks                                                            | #LateMotiv213               | 28/03/2017                  |                             |  |
| 214                         | 102                         | Pedro de la Rosa e Ignatius Farray                                                     | #LateMotiv214               | 29/03/2017                  |                             |  |
| 215                         | 103                         | Especial Volveremos                                                                    | #LateMotivVolveremos        | 30/03/2017                  |                             |  |
| 216                         | 104                         | Ramón González Sánchez y Arkano                                                        | #LateMotiv216               | 03/04/2017                  |                             |  |
| 217                         | 105                         | Lichis, Miquel Ripeu y José María Grassa                                               | #LateMotiv217               | 04/04/2017                  |                             |  |
| 218                         | 106                         | Ian Gibson                                                                             | #LateMotiv218               | 05/04/2017                  |                             |  |
| 219                         | 107                         | Ricardo Darín y Los Punsetes                                                           | #LateMotiv219               | 06/04/2017                  |                             |  |
| 220                         | 108                         | Bob Odenkirk y Rhea Seehorn                                                            | #LateMotiv220               | 17/04/2017                  |                             |  |
| 221                         | 109                         | Antonio Orejudo y Andrea Motis                                                         | #LateMotiv221               | 18/04/2017                  |                             |  |
| 222                         | 110                         | Adriana Ugarte, Kike Maíllo y Vega                                                     | #LateMotiv222               | 19/04/2017                  |                             |  |
| 223                         | 111                         | Irvine Welsh                                                                           | #LateMotiv223               | 20/04/2017                  |                             |  |
| 224                         | 112                         | Eloy Azorín, Juan Diego y Morgan                                                       | #LateMotiv224               | 24/04/2017                  |                             |  |
| 225                         | 113                         | Luis Piedrahíta y Alejandro Dolina                                                     | #LateMotiv225               | 25/04/2017                  |                             |  |
| 226                         | 114                         | Manuel Velasco y Antílopez                                                             | #LateMotiv226               | 26/04/2017                  |                             |  |
| 227                         | 115                         | Pere Estupinyà                                                                         | #LateMotiv227               | 27/04/2017                  |                             |  |
| 228                         | 116                         | Miguel Lago y Los Pocos                                                                | #LateMotiv228               | 02/05/2017                  |                             |  |
| 229                         | 117                         | Carles Francino, Nicolás Coronado y La Noche de los Crooners                           | #LateMotiv229               | 03/05/2017                  |                             |  |
| 230                         | 118                         | Xavier Aldekoa y Miquel Ripeu                                                          | #LateMotiv230               | 04/05/2017                  |                             |  |
| 231                         | 119                         | Pilar Rubio y Leonor Watling                                                           | #LateMotiv231               | 08/05/2017                  |                             |  |
| 232                         | 120                         | Conchita Martínez y Arkano                                                             | #LateMotiv232               | 09/05/2017                  |                             |  |
| 233                         | 121                         | David Trueba y Miguel Esteban                                                          | #LateMotiv233               | 10/05/2017                  |                             |  |
| 234                         | 122                         | Carolina Marín y Celia de Molina                                                       | #LateMotiv234               | 11/05/2017                  | 68.000 y 0,4%               |  |
| 235                         | 123                         | Javier Álvarez                                                                         | #LateMotiv235               | 15/05/2017                  |                             |  |
| 236                         | 124                         | Manel Navarro                                                                          | #LateMotiv236               | 16/05/2017                  | 56.000 y 0.3%               |  |
| 237                         | 125                         | Pepe Rodríguez                                                                         | #LateMotiv237               | 17/05/2017                  | 70.000 y 0.5%               |  |
| 238                         | 126                         | Lorenzo Silva                                                                          | #LateMotiv238               | 18/05/2017                  |                             |  |
| 239                         | 127                         | Nathalie Poza y L.A.                                                                   | #LateMotiv239               | 22/05/2017                  | 54.000 y 0.3%               |  |
| 240                         | 128                         | Lolita Flores y Raúl Navarro                                                           | #LateMotiv240               | 23/05/2017                  |                             |  |
| 241                         | 129                         | Juan Cruz y The Limboos                                                                | #LateMotiv241               | 24/05/2017                  |                             |  |
| 242                         | 130                         | Paula Vázquez                                                                          | #LateMotiv242               | 25/05/2017                  |                             |  |
| 243                         | 131                         | Agus Morales e Ivan Campo                                                              | #LateMotiv243               | 29/05/2017                  | 53.000 y 0.3%               |  |
| 244                         | 132                         | Ray Loriga, Ignatius Farray y Mikel Erentxun                                           | #LateMotiv244               | 30/05/2017                  | 76.000 y 0.5%               |  |
| 245                         | 133                         | Alhambra Nievas, Javier Botet y Arkano                                                 | #LateMotiv245               | 31/05/2017                  | 85.000 y 0.6%               |  |
| 246                         | 134                         | Michael Robinson y Raúl Ruiz                                                           | #LateMotiv246               | 01/06/2017                  |                             |  |
| 247                         | 135                         | Laia Palau, Miguel Rellán y Xoel López                                                 | #LateMotiv247               | 05/06/2017                  | 74.000 y 0.5%               |  |
| 248                         | 136                         | Eduardo Casanova                                                                       | #LateMotiv248               | 06/06/2017                  | 77.000 y 0.5%               |  |
| 249                         | 137                         | Noa, Pasión Vega, Iggy Rubín                                                           | #LateMotiv249               | 07/06/2017                  | 67.000 y 0.4%               |  |
| 250                         | 138                         | Marc Giró y Lucía Lijtmaer                                                             | #LateMotiv250               | 08/06/2017                  | 92.000 y 0.6%               |  |
| 251                         | 139                         | La Shica y Miguel Rellán                                                               | #LateMotiv251               | 12/06/2017                  |                             |  |
| 252                         | 140                         | Kilian Jornet y Olga Hueso                                                             | #LateMotiv252               | 13/06/2017                  | 100.000 y 0,6%              |  |
| 253                         | 141                         | Antonio Pampliega y Arkano                                                             | #LateMotiv253               | 14/06/2017                  |                             |  |
| 254                         | 142                         | Elena Campos, Miquel Ripeu y Vintage Trouble                                           | #LateMotiv254               | 15/06/2017                  |                             |  |
| 255                         | 143                         | Marita Alonso, Miguel Rellán y Víctor Lemes                                            | #LateMotiv255               | 19/06/2017                  |                             |  |
| 256                         | 144                         | Rosendo Mercado y Raúl Cimas                                                           | #LateMotiv256               | 20/06/2017                  |                             |  |
| 257                         | 145                         | Manuel Burque, Quique Peinado, Mónica Pérez e Ignatius Farray                          | #LateMotiv257               | 21/06/2017                  |                             |  |
| 258                         | 146                         | Malcolm Otero y Santi Giménez                                                          | #LateMotiv258               | 22/06/2017                  |                             |  |
| 259                         | 147                         | Facu Díaz, Miguel Maldonado, Iberian Gangsters y Marcos Mas                            | #LateMotiv259               | 26/06/2017                  |                             |  |
| 260                         | 148                         | Àlex Brendemühl, Dani Reus, Grison Beatbox y Freedonia                                 | #LateMotiv260               | 27/06/2017                  |                             |  |
| 261                         | 149                         | Paco Tomás, Los Titanes y Nora Norman                                                  | #LateMotiv261               | 28/06/2017                  |                             |  |
| 262                         | 150                         | Nacho Vigalondo y Zahara                                                               | #LateMotiv262               | 29/06/2017                  |                             |  |
| 263                         | 151                         | Javivi, Brays Efe y Marta Fernández Muro                                               | #LateMotiv263               | 03/07/2017                  |                             |  |
| 264                         | 152                         | Fernando Berlín y Macarena Berlín                                                      | #LateMotiv264               | 04/07/2017                  |                             |  |
| 265                         | 153                         | Willy Hernangómez                                                                      | #LateMotiv265               | 05/07/2017                  |                             |  |
| 266                         | 154                         | Pepe Viyuela                                                                           | #LateMotiv266               | 06/07/2017                  |                             |  |

### Tercera temporada (2017-2018)
| Lista de episodios emitidos | Lista de episodios emitidos | Lista de episodios emitidos                                                                  | Lista de episodios emitidos | Lista de episodios emitidos | Lista de episodios emitidos |
| #Total                      | #Temp.                      | Invitados                                                                                    | Hashtag                     | Fecha de emisión            | Audiencia                   |
| --------------------------- | --------------------------- | -------------------------------------------------------------------------------------------- | --------------------------- | --------------------------- | --------------------------- |
| 267                         | 1                           | José Luis Cuerda y Coque Malla                                                               | #LateMotiv267               | 11/09/2017                  | 91.000 y 0,6%               |
| 268                         | 2                           | Sergio Torres y Javier Torres                                                                | #LateMotiv268               | 12/09/2017                  | 102.000 y 0,7%              |
| 269                         | 3                           | Gemma Nierga                                                                                 | #LateMotiv269               | 13/09/2017                  | 96.000 y 0,7%               |
| 270                         | 4                           | Oscar Camps                                                                                  | #LateMotiv270               | 14/09/2017                  | 68.000 y 0.5%               |
| 271                         | 5                           | Marwan                                                                                       | #LateMotiv271               | 18/09/2017                  | 53.000 y 0.4%               |
| 272                         | 6                           | Concha Velasco, Silvia Abril y Olga Hueso                                                    | #LateMotiv272               | 19/09/2017                  | 53.000 y 0.3%               |
| 273                         | 7                           | Brays Efe                                                                                    | #LateMotiv273               | 20/09/2017                  |                             |
| 274                         | 8                           | Especial Series #0                                                                           | #LateMotiv274               | 21/09/2017                  | 61.000 y 0.5%               |
| 275                         | 9                           | Rayden                                                                                       | #LateMotiv275               | 25/09/2017                  |                             |
| 276                         | 10                          | Jordi Mollá                                                                                  | #LateMotiv276               | 26/09/2017                  | 50.000 y 0.3%               |
| 277                         | 11                          | Alejandra Salazar                                                                            | #LateMotiv277               | 27/09/2017                  | 112.000 y 0.8%              |
| 278                         | 12                          | Sonia López, Noemí Redondo y Alejo Stivel                                                    | #LateMotiv278               | 28/09/2017                  | 53.000 y 0.4%               |
| 279                         | 13                          | Ken Follett                                                                                  | #LateMotiv279               | 02/10/2017                  | 94.000 y 0.6%               |
| 280                         | 14                          | Darío Adanti                                                                                 | #LateMotiv280               | 03/10/2017                  | 69.000 y 0.4%               |
| 281                         | 15                          | Aitana Sánchez-Gijón y Miguel Lago                                                           | #LateMotiv281               | 04/10/2017                  | 60.000 y 0.4%               |
| 282                         | 16                          | Leiva                                                                                        | #LateMotiv282               | 05/10/2017                  | 59.000 y 0.4%               |
| 283                         | 17                          | Miki Esparbé, Secun de la Rosa y Manolo Solo                                                 | #LateMotiv283               | 09/10/2017                  | 52.000 y 0.3%               |
| 284                         | 18                          | Josele Santiago                                                                              | #LateMotiv284               | 10/10/2017                  | 109.000 y 0.7%              |
| 285                         | 19                          | Mara Torres                                                                                  | #LateMotiv285               | 11/10/2017                  | 76.000 y 0.5%               |
| 286                         | 20                          | Maruja Torres                                                                                | #LateMotiv286               | 16/10/2017                  | 63.000 y 0.4%               |
| 287                         | 21                          | Tricicle                                                                                     | #LateMotiv287               | 17/10/2017                  | 75.000 y 0.5%               |
| 288                         | 22                          | Bunbury                                                                                      | #LateMotiv288               | 18/10/2017                  | 93.000 y 0.6%               |
| 289                         | 23                          | Carmen Machi                                                                                 | #LateMotiv289               | 19/10/2017                  | 99.000 y 0.7%               |
| 290                         | 24                          | Ismael Serrano                                                                               | #LateMotiv290               | 23/10/2017                  |                             |
| 291                         | 25                          | Rozalén                                                                                      | #LateMotiv291               | 24/10/2017                  | 73.000 y 0.5%               |
| 292                         | 26                          | Eva González                                                                                 | #LateMotiv292               | 25/10/2017                  | 63.000 y 0.4%               |
| 293                         | 27                          | Leticia Sabater                                                                              | #LateMotiv293               | 26/10/2017                  | 73.000 y 0.5%               |
| 294                         | 28                          | Malena Pichot y Charo López                                                                  | #LateMotiv294               | 30/10/2017                  | 47.000 y 0.3%               |
| 295                         | 29                          | Dorian Wood                                                                                  | #LateMotiv295               | 31/10/2017                  | 58.000 y 0.4%               |
| 296                         | 30                          | Fran Perea                                                                                   | #LateMotiv296               | 2/11/2017                   | 75.000 y 0.5%               |
| 297                         | 31                          | Jorge Drexler                                                                                | #LateMotiv297               | 6/11/2017                   | 81.000 y 0.5%               |
| 298                         | 32                          | Belén Gopegui                                                                                | #LateMotiv298               | 7/11/2017                   | 99.000 y 0.7%               |
| 299                         | 33                          | Berto Romero y Carlo Padial                                                                  | #LateMotiv299               | 8/11/2017                   | 95.000 y 0.6%               |
| 300                         | 34                          | Agustín Díaz Yanes                                                                           | #LateMotiv300               | 9/11/2017                   | 69.000 y 0.5%               |
| 301                         | 35                          | Arkano                                                                                       | #LateMotiv301               | 13/11/2017                  | 76.000 y 0.5%               |
| 302                         | 36                          | James Rhodes                                                                                 | #LateMotiv302               | 14/11/2017                  | 69.000 y 0.5%               |
| 303                         | 37                          | Kevin Johansen                                                                               | #LateMotiv303               | 15/11/2017                  |                             |
| 304                         | 38                          | Pantomima Full, Cristina Castaño y Laia Manzanares                                           | #LateMotiv304               | 16/11/2017                  | 52.000 y 0.3%               |
| 305                         | 39                          | Javier Gutiérrez y Malena Alterio                                                            | #LateMotiv305               | 20/11/2017                  | 48.000 y 0.3%               |
| 306                         | 40                          | Felipe Reyes                                                                                 | #LateMotiv306               | 21/11/2017                  | 88.000 y 0.6%               |
| 307                         | 41                          | Ramón Gener                                                                                  | #LateMotiv307               | 22/11/2017                  | 74.000 y 0.5%               |
| 308                         | 42                          | Xevi Verdaguer y Silvia Abril                                                                | #LateMotiv308               | 23/11/2017                  |                             |
| 309                         | 43                          | Isabel Coixet                                                                                | #LateMotiv309               | 27/11/2017                  | 69.000 y 0.5%               |
| 310                         | 44                          | Gregory Porter                                                                               | #LateMotiv310               | 28/11/2017                  | 82.000 y 0.5%               |
| 311                         | 45                          | Javier Sierra                                                                                | #LateMotiv311               | 29/11/2017                  | 66.000 y 0.4%               |
| 312                         | 46                          | Chino Darín y Jordi Cruz                                                                     | #LateMotiv312               | 30/11/2017                  | 71.000 y 0.5%               |
| 313                         | 47                          | Arévalo                                                                                      | #LateMotiv313               | 4/12/2017                   | 45.000 y 0.3%               |
| 314                         | 48                          | Biciclown                                                                                    | #LateMotiv314               | 5/12/2017                   | 120.000 y 0.8%              |
| 315                         | 49                          | Juana Acosta, Eduard Fernández y Eduardo Noriega                                             | #LateMotiv315               | 7/12/2017                   |                             |
| 316                         | 50                          | Xoel López                                                                                   | #LateMotiv316               | 11/12/2017                  | 57.000 y 0.4%               |
| 317                         | 51                          | Carla Simón                                                                                  | #LateMotiv317               | 12/12/2017                  | 96.000 y 0.7%               |
| 318                         | 52                          | Pablo Carbonell                                                                              | #LateMotiv318               | 13/12/2017                  | 51.000 y 0.3%               |
| 319                         | 53                          | Carla Antonelli                                                                              | #LateMotiv319               | 18/12/2017                  | 60.000 y 0.4%               |
| 320                         | 54                          | Julita Salmerón y Gustavo Salmerón                                                           | #LateMotiv320               | 19/12/2017                  | 97.000 y 0.7%               |
| 321                         | 55                          | Edu Soto                                                                                     | #LateMotiv321               | 20/12/2017                  | 68.000 y 0.4%               |
| 322                         | 56                          | Isabel Gemio                                                                                 | #LateMotiv322               | 21/12/2017                  |                             |
| 323                         | 57                          | Especial sin red                                                                             | #LateMotiv323               | 31/12/2017                  |                             |
| 324                         | 58                          | Facu Díaz y Miguel Maldonado                                                                 | #LateMotiv324               | 8/1/2018                    |                             |
| 325                         | 59                          | Pedro Cavadas                                                                                | #LateMotiv325               | 9/1/2018                    | 79.000 y 0.5%               |
| 326                         | 60                          | Virginia Díaz                                                                                | #LateMotiv326               | 10/1/2018                   | 55.000 y 0.3%               |
| 327                         | 61                          | Paco León, Pablo Molinero y Alberto Rodríguez Librero                                        | #LateMotiv327               | 11/1/2018                   | 80.000 y 0.5%               |
| 328                         | 62                          | Ángeles Martín y Samuel Viyuela                                                              | #LateMotiv328               | 15/1/2018                   | 47.000 y 0.3%               |
| 329                         | 63                          | Pablo López                                                                                  | #LateMotiv329               | 16/1/2018                   | 105.000 y 0.7%              |
| 330                         | 64                          | Agustín Jiménez                                                                              | #LateMotiv330               | 17/1/2018                   | 69.000 y 0.5%               |
| 331                         | 65                          | Lidia Valentín                                                                               | #LateMotiv331               | 18/1/2018                   |                             |
| 332                         | 66                          | Raúl Gómez                                                                                   | #LateMotiv332               | 22/1/2018                   | 51.000 y 0.4%               |
| 333                         | 67                          | Patricia Conde y Favio Posca                                                                 | #LateMotiv333               | 23/1/2018                   | 82.000 y 0.6%               |
| 334                         | 68                          | Roi Méndez y Cepeda                                                                          | #LateMotiv334               | 24/1/2018                   | 64.000 y 0.4%               |
| 335                         | 69                          | Guillermo Fesser                                                                             | #LateMotiv335               | 25/1/2018                   | 71.000 y 0.4%               |
| 336                         | 70                          | Belén Rueda                                                                                  | #LateMotiv336               | 29/1/2018                   | 49.000 y 0.3%               |
| 337                         | 71                          | Alaska y Bibiana Fernández                                                                   | #LateMotiv337               | 30/1/2018                   | 77.000 y 0.5%               |
| 338                         | 72                          | Laureano Márquez                                                                             | #LateMotiv338               | 31/1/2018                   | 98.000 y 0.6%               |
| 339                         | 73                          | Ernesto Sevilla, Joaquín Reyes, Ángel Martín, Javier Cansado, Manuel Burque y Patricia Conde | #LateMotiv339               | 1/2/2018                    | 89.000 y 0.5%               |
| 340                         | 74                          | Quequé, Valeria Ros, Pablo Ibarburu y Marisa Paredes                                         | #LateMotiv340               | 5/2/2018                    | 52.000 y 0.3%               |
| 341                         | 75                          | Christina Rosenvinge                                                                         | #LateMotiv341               | 6/2/2018                    | 48.000 y 0.3%               |
| 342                         | 76                          | Carlos y Javier Bardem                                                                       | #LateMotiv342               | 7/2/2018                    | 65.000 y 0.4%               |
| 343                         | 77                          | Florentino Fernández                                                                         | #LateMotiv343               | 8/2/2018                    | 64.000 y 0.4%               |
| 344                         | 78                          | Amaia Romero y Noemi Galera                                                                  | #LateMotiv344               | 21/2/2018                   | 215.000 y 2.1%              |

### Cuarta temporada (2018-2019)
| Lista de episodios emitidos | Lista de episodios emitidos | Lista de episodios emitidos | Lista de episodios emitidos | Lista de episodios emitidos | Lista de episodios emitidos |
| #Total                      | #Temp.                      | Invitados                   | Hashtag                     | Fecha de emisión            | Audiencia                   |
| --------------------------- | --------------------------- | --------------------------- | --------------------------- | --------------------------- | --------------------------- |

### Sexta temporada (2020-2021)
| Lista de episodios emitidos | Lista de episodios emitidos | Lista de episodios emitidos                     | Lista de episodios emitidos | Lista de episodios emitidos | Lista de episodios emitidos |
| #Total                      | #Temp.                      | Invitados                                       | Hashtag                     | Fecha de emisión            | Audiencia                   |
| --------------------------- | --------------------------- | ----------------------------------------------- | --------------------------- | --------------------------- | --------------------------- |
| 805                         | 1                           | Miguel Ángel Tirado                             | #LateMotiv                  | 14 de septiembre de 2020    |                             |
| 806                         | 2                           | Ernesto Alteiro y Achero Mañas                  | #LateMotiv2                 | 15 de septiembre de 2020    |                             |
| 807                         | 3                           | David Trueba                                    | #LateMotiv3                 | 16 de septiembre de 2020    |                             |
| 808                         | 4                           | Natalia Lacunza                                 | #LateMotiv4                 | 17 de septiembre de 2020    |                             |
| 809                         | 5                           | Ángel Martín                                    | #LateMotiv5                 | 21 de septiembre de 2020    |                             |
| 810                         | 6                           | Elena Anaya                                     | #LateMotiv6                 | 22 de septiembre de 2020    |                             |
| 811                         | 7                           | María José Llergo                               | #LateMotiv7                 | 23 de septiembre de 2020    |                             |
| 812                         | 8                           | José Luis Gil                                   | #LateMotiv8                 | 24 de septiembre de 2020    |                             |
| 813                         | 9                           | Charo Urbano                                    | #LateMotiv9                 | 28 de septiembre de 2020    |                             |
| 814                         | 10                          | Marwan                                          | #LateMotiv10                | 29 de septiembre de 2020    |                             |
| 815                         | 11                          | Edu Galán                                       | #LateMotiv11                | 30 de septiembre de 2020    |                             |
| 816                         | 12                          | Silvia Pérez Cruz                               | #LateMotiv12                | 1 de octubre de 2020        |                             |
| 817                         | 13                          | Victor Clavijo                                  | #LateMotiv13                | 5 de octubre de 2020        |                             |
| 818                         | 14                          | Sidonie                                         | #LateMotiv14                | 6 de octubre de 2020        |                             |
| 819                         | 15                          | Agustín Jiménez                                 | #LateMotiv15                | 7 de octubre de 2020        |                             |
| 820                         | 16                          | Carmen Maura y Manolo Caro                      | #LateMotiv16                | 8 de octubre de 2020        |                             |
| 821                         | 17                          | Ramón Gener                                     | #LateMotiv17                | 12 de octubre de 2020       |                             |
| 822                         | 18                          | Patrick Criado y Hovik Keuchkerian              | #LateMotiv18                | 13 de octubre de 2020       |                             |
| 823                         | 19                          | Mercedes Milá                                   | #LateMotiv19                | 14 de octubre de 2020       |                             |
| 824                         | 20                          | Concha Velasco                                  | #LateMotiv20                | 15 de octubre de 2020       |                             |
| 825                         | 21                          | Juan Jesús Pleguezuelo                          | #LateMotiv21                | 19 de octubre de 2020       |                             |
| 826                         | 22                          | J.J. Vaquero e Iñaki Urrutia                    | #LateMotiv22                | 20 de octubre de 2020       |                             |
| 827                         | 23                          | Isabel Torres                                   | #LateMotiv23                | 21 de octubre de 2020       |                             |
| 828                         | 24                          | Vanesa Martín                                   | #LateMotiv24                | 22 de octubre de 2020       |                             |
| 829                         | 25                          | Nacho Duato                                     | #LateMotiv25                | 26 de octubre de 2020       |                             |
| 830                         | 26                          | Pedro Pascal                                    | #LateMotiv26                | 27 de octubre de 2020       |                             |
| 831                         | 27                          | Antonio Orozco                                  | #LateMotiv27                | 28 de octubre de 2020       |                             |
| 832                         | 28                          | María Peláe                                     | #LateMotiv28                | 29 de octubre de 2020       |                             |
| 833                         | 29                          | Enrique Piñeyro                                 | #LateMotiv29                | 3 de noviembre de 2020      |                             |
| 834                         | 30                          | Jon Sistiaga                                    | #LateMotiv30                | 4 de noviembre de 2020      |                             |
| 835                         | 31                          | Leonor Watling y Hugo Silva                     | #LateMotiv31                | 5 de noviembre de 2020      |                             |
| 836                         | 32                          | Maestro Joao                                    | #LateMotiv32                | 9 de noviembre de 2020      |                             |
| 837                         | 33                          | Ramón Lobo                                      | #LateMotiv33                | 10 de noviembre de 2020     |                             |
| 838                         | 34                          | Blanca Suárez y Javier Rey                      | #LateMotiv34                | 11 de noviembre de 2020     |                             |
| 839                         | 35                          | Joe Pérez-Orive y Pepe Colubi                   | #LateMotiv35                | 12 de noviembre de 2020     |                             |
| 840                         | 36                          | Ferrán Adriá                                    | #LateMotiv36                | 16 de noviembre de 2020     |                             |
| 841                         | 37                          | Rozalén                                         | #LateMotiv37                | 17 de noviembre de 2020     |                             |
| 842                         | 38                          | Ignatius Farray                                 | #LateMotiv38                | 18 de noviembre de 2020     |                             |
| 843                         | 39                          | Hombres G                                       | #LateMotiv39                | 19 de noviembre de 2020     |                             |
| 844                         | 40                          | Juan Gómez-Jurado                               | #LateMotiv40                | 23 de noviembre de 2020     |                             |
| 845                         | 41                          | Stay Homas                                      | #LateMotiv41                | 24 de noviembre de 2020     |                             |
| 846                         | 42                          | Gabino Diego                                    | #LateMotiv42                | 25 de noviembre de 2020     |                             |
| 847                         | 43                          | Chenoa y Soraya Arnelas                         | #LateMotiv43                | 26 de noviembre de 2020     |                             |
| 848                         | 44                          | Santi Rodríguez                                 | #LateMotiv44                | 30 de noviembre de 2020     |                             |
| 849                         | 45                          | Dani Martín                                     | #LateMotiv45                | 1 de diciembre de 2020      |                             |
| 850                         | 46                          | Irene Escolar                                   | #LateMotiv46                | 2 de diciembre de 2020      |                             |
| 851                         | 47                          | Paco Roca                                       | #LateMotiv47                | 3 de diciembre de 2020      |                             |
| 852                         | 48                          | Roberto Bautista                                | #LateMotiv48                | 7 de diciembre de 2020      |                             |
| 853                         | 49                          | Raphael                                         | #LateMotiv49                | 9 de diciembre de 2020      |                             |
| 854                         | 50                          | Silvia Abril y Toni Acosta                      | #LateMotiv50                | 10 de diciembre de 2020     |                             |
| 855                         | 51                          | Inma Cuesta                                     | #LateMotiv51                | 14 de diciembre de 2020     |                             |
| 856                         | 52                          | Pablo Alborán                                   | #LateMotiv52                | 15 de diciembre de 2020     |                             |
| 857                         | 53                          | Viggo Mortensen                                 | #LateMotiv53                | 16 de diciembre de 2020     |                             |
| 858                         | 54                          | Especial Musica                                 | #LateMotiv54                | 17 de diciembre de 2020     |                             |
| 859                         | 55                          | Filomena                                        | #LateMotiv55                | 11 de enero de 2021         |                             |
| 860                         | 56                          | Silvia Abril, David Fernández y Fermí Fernández | #LateMotiv56                | 12 de enero de 2021         |                             |
| 861                         | 57                          | Juan Carlos Ortega                              | #LateMotiv57                | 13 de enero de 2021         |                             |
| 862                         | 58                          | Marc Giró                                       | #LateMotiv58                | 14 de enero de 2021         |                             |
| 863                         | 59                          | Carlos del Amor                                 | #LateMotiv59                | 18 de enero de 2021         |                             |
| 864                         | 60                          | Nathy Peluso                                    | #LateMotiv60                | 19 de enero de 2021         |                             |
| 865                         | 61                          | Juanma Bajo Ulloa                               | #LateMotiv61                | 20 de enero de 2021         |                             |
| 866                         | 62                          | Raquel Córcoles                                 | #LateMotiv62                | 21 de enero de 2021         |                             |
| 867                         | 63                          | Malena Alterio y Luis Bermejo                   | #LateMotiv63                | 25 de enero de 2021         |                             |
| 868                         | 64                          | Kase O                                          | #LateMotiv64                | 26 de enero de 2021         |                             |
| 869                         | 65                          | Juana Acosta                                    | #LateMotiv65                | 27 de enero de 2021         |                             |
| 870                         | 66                          | Miguel Ángel Hernández                          | #LateMotiv66                | 28 de enero de 2021         |                             |
|                             | 90                          | Camilo                                          | #LateMotiv90                | 11 de marzo de 2021         |                             |
|                             | 106                         | Paz Padilla                                     | #LateMotiv106               | 15 de abril de 2021         |                             |
|                             | 113                         | Mario Casas                                     | #LateMotiv113               | 28 de abril de 2021         |                             |
|                             |                             |                                                 |                             |                             |                             |

### Séptima temporada (2021)
| Lista de episodios emitidos | Lista de episodios emitidos | Lista de episodios emitidos     | Lista de episodios emitidos | Lista de episodios emitidos | Lista de episodios emitidos |
| #Total                      | #Temp.                      | Invitados                       | Hashtag                     | Fecha de emisión            | Audiencia                   |
| --------------------------- | --------------------------- | ------------------------------- | --------------------------- | --------------------------- | --------------------------- |
| 889                         | 1                           | Nach                            | #LateMotiv                  | 13 de septiembre de 2021    |                             |
| 890                         | 2                           | Estrella Galán y Shabnam Rahimi | #LateMotiv2                 | 14 de septiembre de 2021    |                             |
| 891                         | 3                           | Sandra Sánchez                  | #LateMotiv3                 | 15 de septiembre de 2021    |                             |
| 892                         | 4                           | Carlos Areces                   | #LateMotiv4                 | 16 de septiembre de 2021    |                             |
| 893                         | 5                           | Carlos Latre                    | #LateMotiv5                 | 20 de septiembre de 2021    |                             |
| 894                         | 6                           | Dabiz Muñoz                     | #LateMotiv6                 | 21 de septiembre de 2021    |                             |
| 895                         | 7                           | Luis Tosar y Blanca Portillo    | #LateMotiv7                 | 22 de septiembre de 2021    |                             |
| 896                         | 8                           | Paloma del Río                  | #LateMotiv8                 | 23 de septiembre de 2021    |                             |
| 897                         | 9                           | Alejandro Amenábar              | #LateMotiv9                 | 27 de septiembre de 2021    |                             |
| 898                         | 10                          | Fito Cabrales                   | #LateMotiv10                | 28 de septiembre de 2021    |                             |
| 899                         | 11                          | Julían López                    | #LateMotiv11                | 29 de septiembre de 2021    |                             |
| 900                         | 12                          | Oscar Camps y Eduard Fernández  | #LateMotiv12                | 30 de septiembre de 2021    |                             |

## Premios
- FesTVal de Televisión y Radio 2016: Premio de la Crítica (Categoría "Lo más divertido")